# Synkrotronstrålning
Synkrotronstrålning är strålning som produceras av elektroner som accelererats till ultrarelativistiska hastigheter och färdas genom magnetfält som böjer deras bana. Detta kan åstadkommas artificiellt genom lagringsringar i en synkrotron eller naturligt genom snabba elektroner som rör sig i rymdens magnetiska fält. Strålningen som produceras är mycket stark och har stor variation i våglängd: radiovågor, infrarött ljus, synligt ljus, ultraviolett och röntgenstrålning. Genom diffraktionsgitter kan man skilja ut exakt de våglängder man önskar och på så sätt bland annat få tillgång till mycket effektiv röntgenstrålning för att studera ämnens och materials elektroniska och strukturella egenskaper.
Strålningen uppkallades efter sin upptäckt i General Electrics synkrotronaccelerator, byggd 1946, och tillkännagavs 1947 av Frank Elder, Anatole Gurewitsch, Irving Langmuir och Herb Pollock i en artikel med titeln "Radiation from Electrons in a Synchrotron".

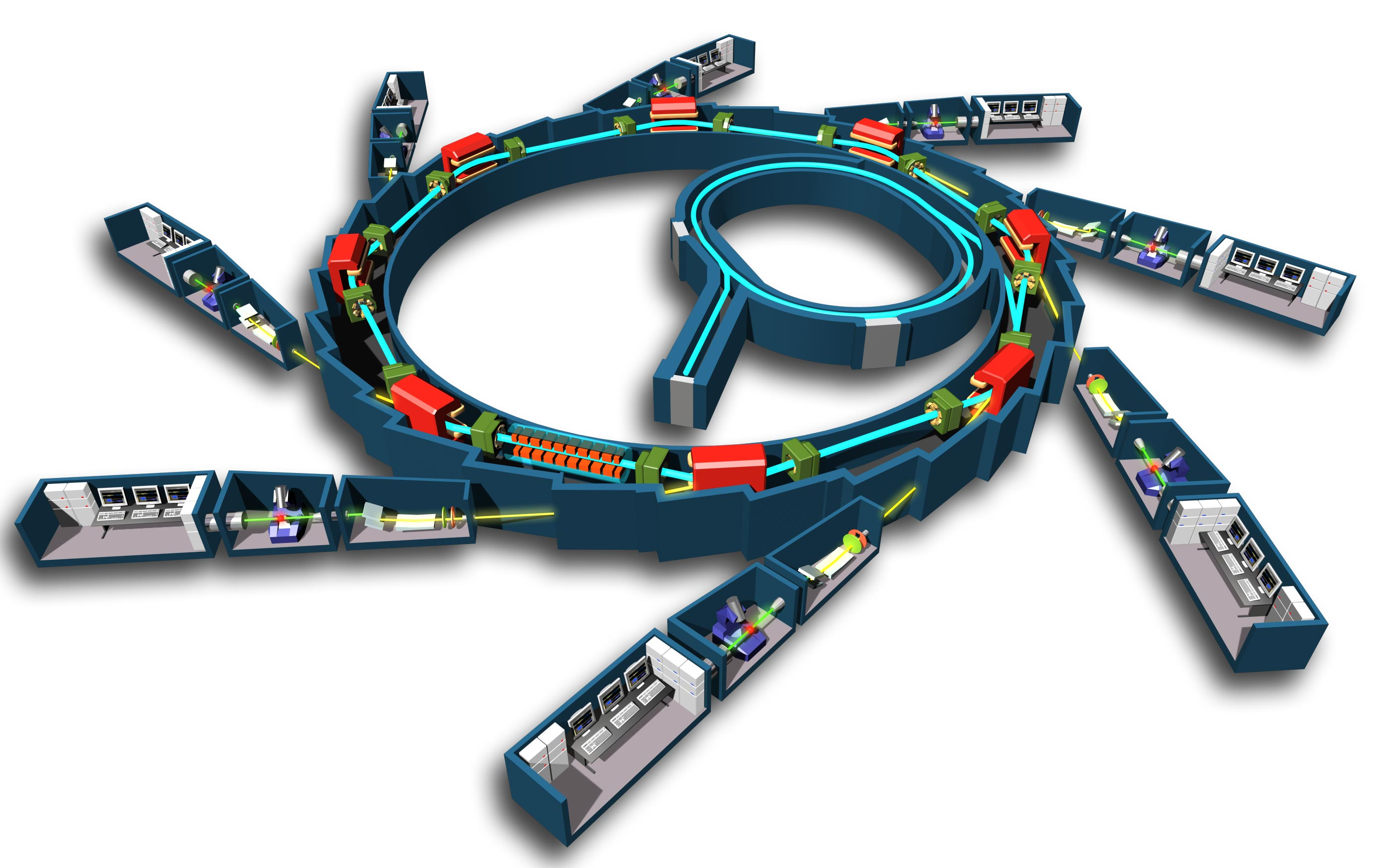
Elektroner från i den inre acceleratorn injekteras i lagringsringen. Synkrotronstrålning tas ut vid strålrörens ändlägen.

## Fysikalisk bakgrund
När laddade partiklar accelereras, utsänder de elektromagnetisk strålning (så kallad bromsstrålning el. ty: Bremsstrahlung). Detta utnyttjas i cirkulära acceleratorer (förr synkrotroner, numera lagringsringar), där man accelererar en liten grupp elektroner (eller andra laddade partiklar) till nära ljusets hastighet med hjälp av precist varierade elektriska och magnetiska fält, på ett sådant sätt att hela gruppen av partiklar rör sig "i takt" och vid varje tidpunkt är relativt samlad till ett litet område i acceleratorn. Eftersom en cirkulär bana innebär ständig acceleration mot centrum så befinner sig partiklarna i ständig acceleration och utsänder därför kontinuerligt strålning.

## Lagringsringar
I praktiken är det lättare att istället för en cirkulär accelerator, använda en som ser ut som en "avrundad polygon", det vill säga en som består av ett antal raka rör där partiklarna accelereras upp till rätt fart, och ett antal böjar där både partiklarna styrs, och den strålning som avges kan "tappas av". Eftersom partiklarna böjs av samtidigt, så kommer den emitterade strålningen vara polariserad; den utsänds i en mycket koncentrerad stråle med liten spridning i sidled och den är dessutom mycket intensiv. 

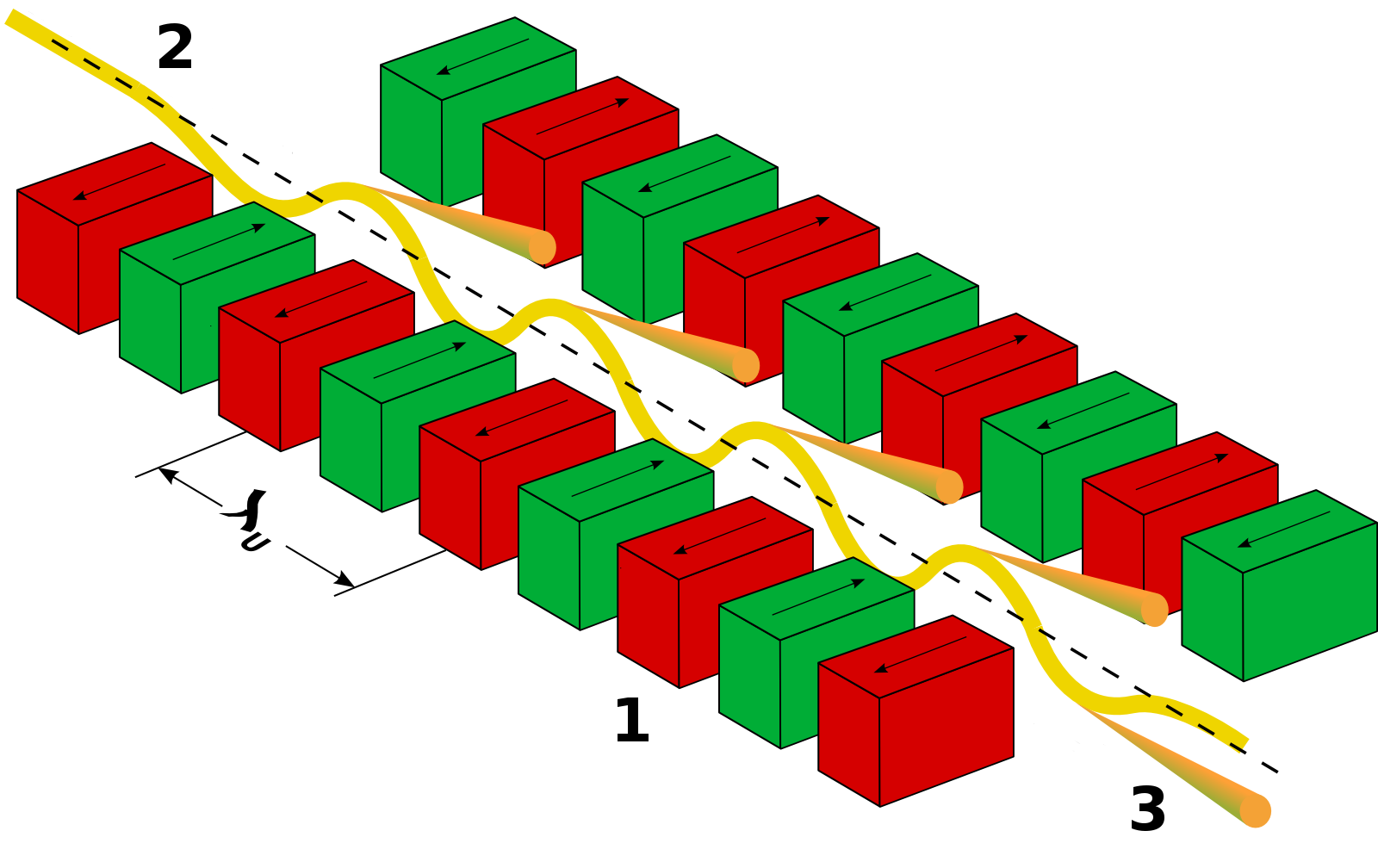
En undulator med 1:permanentmagneter, 2:en relativistisk elektronstråle och 3:synkrotronstrålning.

Numera produceras emellertid strålningen företrädesvis i acceleratorringens raksträckor, där så kallade insättningselement (undulator och wiggler) placeras. Insättningselementen består av ett antal mindre magneter som är placerade ovan och under acceleratorröret och sätter elektronstrålen i svängning. Vid varje magnet kröks alltså elektronstrålens bana och strålning produceras.
Numera används nästan alltid istället för synkrotroner så kallade lagringsringar för produktion av synkrotronstrålning. Strålningen har emellertid behållit sitt namn eftersom man ursprungligen använde synkrotroner. I en lagringsring tillförs elektronerna genom magneter endast mängden energi som motsvarar energiförlusten som emitterandet av synkrotronstrålningen innebär, och elektronerna har vanligen accelererats till önskvärd energinivå i en så kallad injektor (en separat accelerator) innan de injiceras i lagringringen. På detta sätt "lagras" elektronstrålen i sin bana i lagringsringen och dess livslängd blir därmed mycket längre. I en synkrotron accelereras elektronerna från låg upp till önskvärd energi.
Beroende på ringens konstruktion kommer strålningen att ligga någonstans mellan infrarött och röntgen. Den strålningen som används mest ligger i röntgenspektrumet.

## Användningar
- kristallografi
  - biologi: bilder av celler då de utsätts för olika ämnen
  - farmakologi: läkemedelsstrukturer
  - materialteknik: hållfasthetsundersökningar och dylikt
- Studera halvledare
- Spektroskopi
- Högenergiastrofysik

### Astronomitillämpningar

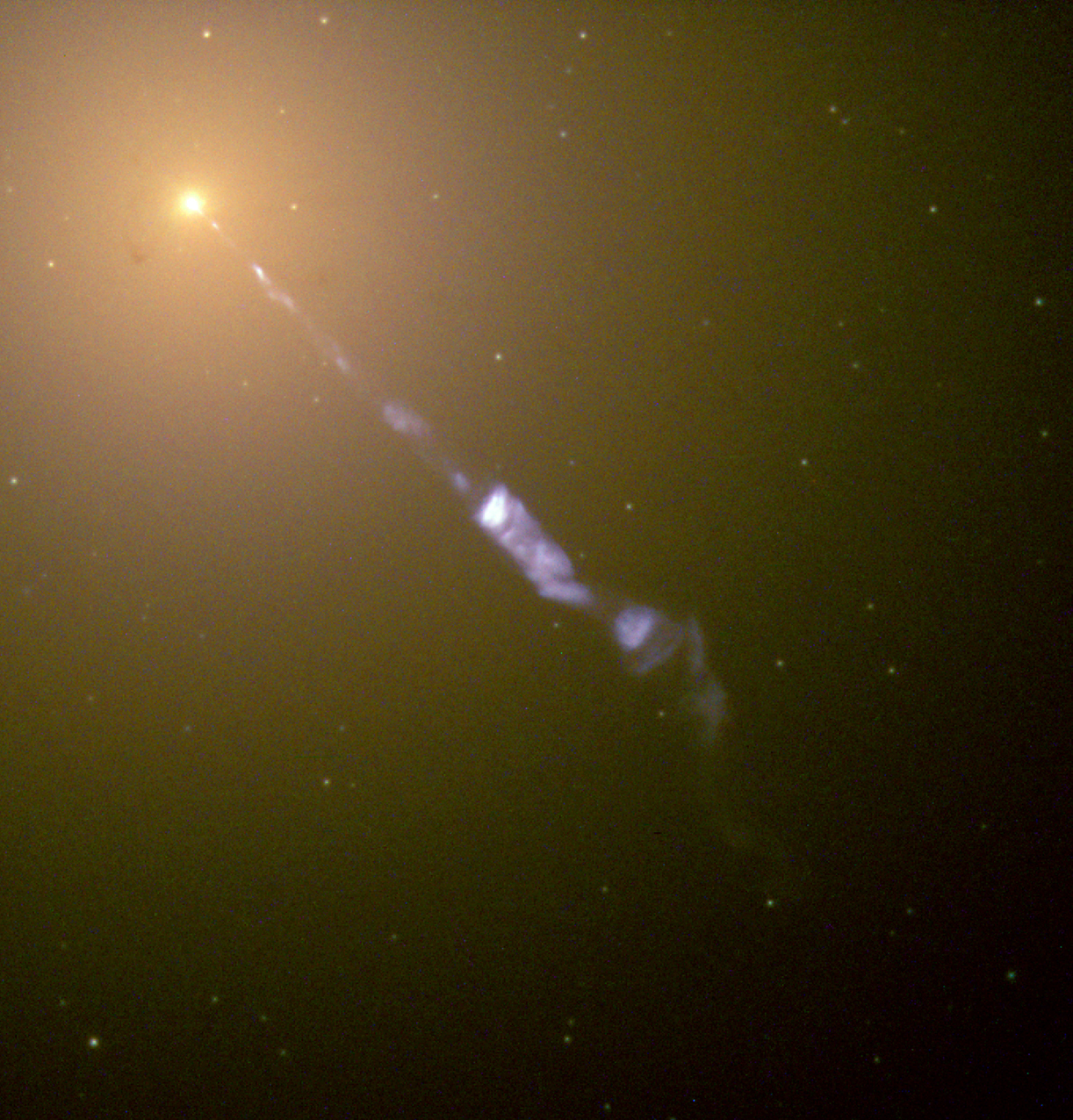
Galaxen M87s kraftiga jetstråle. Glöden alstras av synkrotronstrålning, högenergetiska elektroner som rör sig i spiral längs magnetiska fältlinjer. Upptäckten gjordes 1956 av Geoffrey R. Burbidge i M87, vilket bekräftade förutsägelser av Hannes Alfvén och Nicolai Herlofson 1950, och Iosif S. Shklovskii 1953.

Synkrotronstrålning alstras även av astronomiska strukturer och rörelser, typiskt där relativistiska elektroner spiraliserar genom och därigenom ändrar hastighet i magnetiska fält. Strålningen är icke-termisk och karakteriseras även av polarisation. Svarta hål, till exempel supermassiva svarta hål i aktiva galaxkärnor, antas producera synkrotronstrålning genom att laddade partiklar i magnetiska fält accelereras i chockvågor.

#### Historik
Synkrotronstrålning upptäcktes första gången i en jet-stråle som avges av den elliptiska galaxen M87 av Geoffrey Burbidge 1956, som såg den som en bekräftelse på en förutsägelse av Iosif S. Shklovskii 1953. Den hade dock förutsagts flera år tidigare av Hannes Alfvén och Nicolai Herlofson  1950.
Frågan om prioritet i den astrofysikalisk synkrotronstrålningens historia har lett till dispyter, vilket T. K. Breus noterat så här:
"I synnerhet var det den ryske fysikern V.L. Ginsburg som bröt sina relationer med I.S. Shklovsky och inte talade med denne på 18 år. I väst var det Thomas Gold och Sir Fred Hoyle som var i dispyt med H. Alfven och N. Herlofson, medan K.O. Kiepenheuer och G. Hutchinson blev ignorerade av dem."